# Nigel Adams

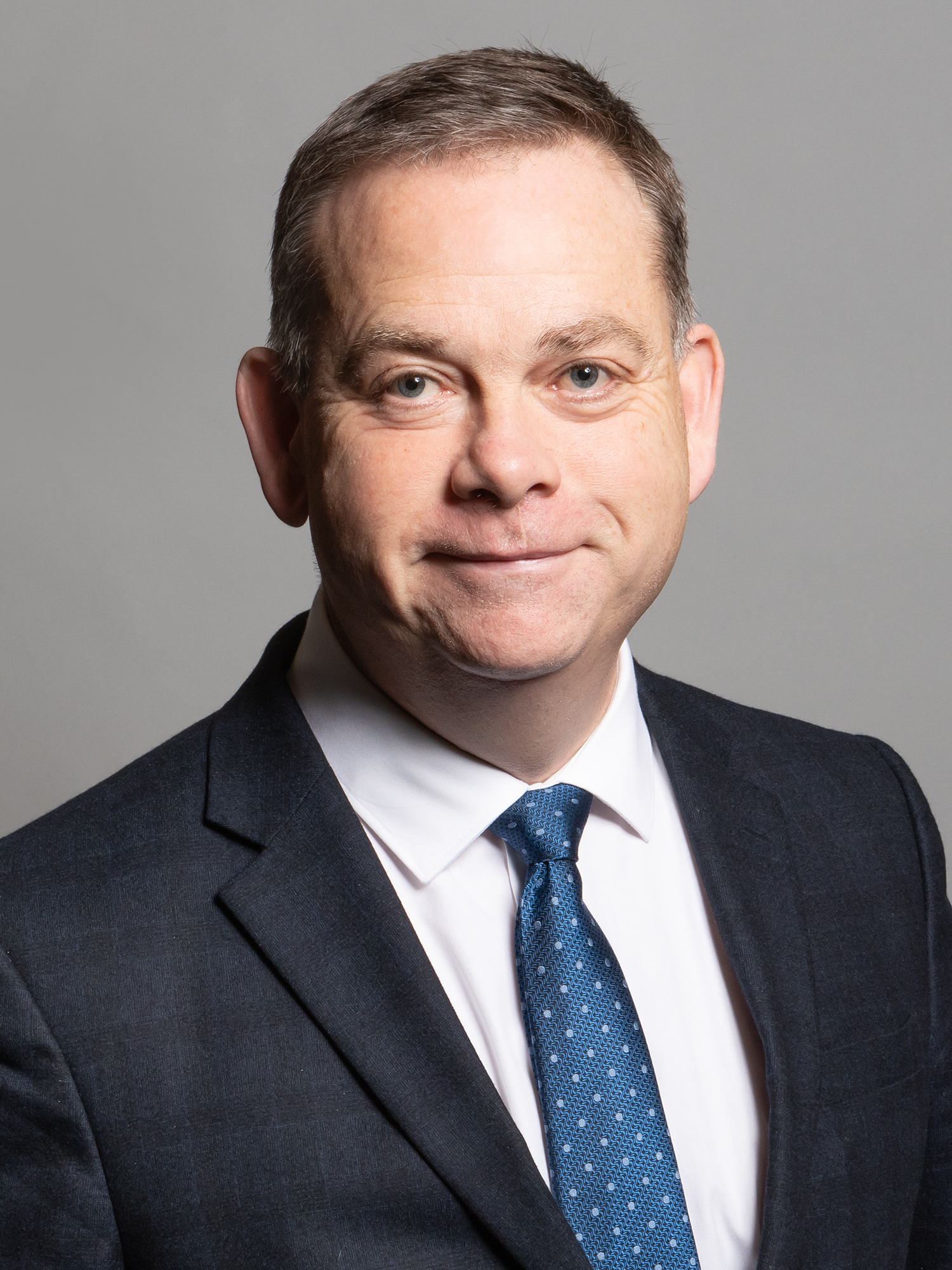
Nigel Adams (12. Januar 2020)

Nigel Adams, PC (* 30. November 1966 in Goole, East Riding of Yorkshire) ist ein britischer Rechtsanwalt und Politiker der Conservative Party, der unter anderem zwischen 2010 und 2023 Abgeordneter des Unterhauses (House of Commons) sowie von 2021 bis 2022 im Kabinett Boris Johnson II Minister ohne Geschäftsbereich im Range eines Staatsministers im Kabinettsamt (Minister of State (Minister without Portfolio) in the Cabinet Office) war.

## Leben
Nigel Adams, Sohn eines Schulhausmeisters und einer Reinigungskraft, besuchte die Primary School in Camblesforth und die Grammar School in Selby. 1992 wurde er Mitglied der Conservative Party und war 1994 mit einem wöchentlichen Zuschuss von 20 £ aus dem Wirtschaftsförderungsprogramm Enterprise Allowance Scheme Mitgründer des Telekommunikationsunternehmens Advanced Digital Telecom, das 1999 für 3,1 Millionen £ an JWE Telecom verkauft wurde. Bei der Unterhauswahl am 6. Mai 2010 wurde er für die Conservative Party im neu geschaffenen Wahlkreis Selby and Ainsty erstmals Abgeordneter des Unterhauses (House of Commons) und bei den Wahlen am 7. Mai 2015, am 8. Juni 2017 und am 12. Dezember 2019 jeweils wiedergewählt. Zu Beginn seiner Parlamentszugehörigkeit war er zwischen dem 12. Juli und dem 2. November 2010 Mitglied des Ausschusses für Umwelt, Ernährung und ländliche Angelegenheiten (Environment, Food and Rural Affairs Committee) und später vom 8. Juli 2015 bis zum 3. Mai 2017 Mitglied des Ausschusses für Kultur, Medien und Sport (Culture, Media and Sport Committee).
Danach fungierte er zwischen dem 15. Juni 2017 und dem 9. Januar 2018 als Assistierender Parlamentarischer Geschäftsführer der Regierungsfraktion für das Schatzamt (Assistant Whip, HM Treasury) und im Anschluss vom 9. Januar bis zum 5. November 2018 als Lord-Kommissar des Schatzamtes (Lord Commissioner of HM Treasury). Zugleich bekleidete er zwischen dem 22. Mai und dem 5. November 2018 das Amt als Parlamentarischer Staatssekretär im Ministerium für Wohnungsbau, Gemeinden und Kommunalverwaltung und war zuständig für Kommunalverwaltung und Obdachlosigkeit (Parliamentary Under Secretary of State at the Ministry of Housing, Communities and Local Government (Minister for Local Government and Homelessness)). Daraufhin war er vom 5. November 2018 bis zum 3. April 2019 Parlamentarischer Staatssekretär im Ministerium für Wales (Parliamentary Under-Secretary of State for Wales) und fungierte in Personalunion abermals als Assistierender Parlamentarischer Geschäftsführer der Regierungsfraktion.
Am 24. Juli 2019 übernahm Adams den Posten als Staatsminister im Ministerium für Digitales, Kultur, Medien und Sport (Minister of State at the Department for Digital, Culture, Media and Sport (Sport, Media and Creative Industries)) und war dort bis zur Kabinettsumbildung am 13. Februar 2020 zuständig für Sport, Medien und Kreativwirtschaft. Er war in dieser zuständig für Sport und die Commonwealth Games, die Überwachung der Abteilungspläne zum Brexit, die gesamte internationale Strategie einschließlich des Ansatzes für zukünftige Handelsabkommen, Medien- und Kreativwirtschaft, Daten und das Nationalarchiv sowie leitender Minister für Sekundärgesetzgebung einschließlich EU-Austritts-Regelungen. Daraufhin wechselte er am 13. Februar 2020 ins Ministerium für Auswärtiges und Commonwealth, aus dem nach der Zusammenlegung mit dem Ministerium für internationale Entwicklung das Foreign, Commonwealth and Development Office hervorging. Dort war er bis zur Kabinettsumbildung am 16. September 2021 zuständiger Staatsminister für Asien (Minister of State, Foreign and Commonwealth Office (Asia) beziehungsweise Minister of State, Foreign, Commonwealth and Development Office (Asia)). Im Zuge dieser Kabinettsumbildung am 16. September 2021 übernahm er im Kabinett Boris Johnson II den Posten als Minister ohne Geschäftsbereich im Range eines Staatsministers im Kabinettsamt (Minister of State (Minister without Portfolio) in the Cabinet Office) und bekleidete dieses Amt bis zum 5. September 2022. In dieser Funktion wurde er 2021 auch Mitglied des Kronrates (Privy Council). Am 12. Juni 2023 wurde ihm vom Schatzkanzler die Sinekure des Crown Steward and Bailiff of the Manor of Northstead verliehen, um ihm ein vorzeitiges Ausscheiden aus dem Unterhaus zu ermöglichen. Die mit seinem Ausscheiden verbundene Nachwahl (By-election) im Wahlkreis Selby and Ainsty gewann Keir Mather von der Labour Party, der mit 25 Jahren derzeit jüngster Abgeordneter des Unterhauses ist. Aus seiner Ehe mit Claire Robson gingen vier Kinder hervor.